# Vulnerable
«Vulnerable» (в переводе с англ. — «Уязвимый») — седьмой студийный альбом британского музыканта Tricky, выпущенный 19 мая 2003 года.

## Об альбоме
Vulnerable записан при участии итальянской певицы Костанции Франкавилла (Costanza Francavilla).

 17 декабря 2001 года, Трики, один из любимых исполнителей Костанции, прибыл с концертом в Рим. Костанции удалось передать барабанщику Трики демо-CD с тремя песнями, которые она сама записала. На следующий день Трики позвонил ей и предложил работать с ним.Оригинальный текст (англ.)On the 17th of December 2001, Tricky, one of Costanza's favourite artists ever, came to play in Rome. Costanza managed to give Tricky's drummer a demo CD (with 3 songs written, performed and produced by her). The day after Tricky called her asking to work with her the collaboration started. (Costanza's Official site) 
Весной 2002 года Costanza прибыла в Лос-Анджелес, чтобы начать запись нового альбома Трики — Vulnerable.

## Список композиций

### CD
1. «Stay» — 3:48
2. «Antimatter» — 2:59
3. «Ice Pick» — 3:08
4. «Car Crash» — 3:42
5. «Dear God» — 3:47 (XTC cover)
6. «How High» — 3:12
7. «What Is Wrong» — 3:32
8. «Hollow» — 4:10
9. «Moody» — 3:20
10. «Wait For God» — 4:02
11. «Where I’m From» — 2:48
12. «The Love Cats» — 2:52 (The Cure cover)
13. «Search, Search, Survive» — 3:06

### DVD
1. «Vulnerable» (документальное видео)
2. «Antimatter» (Jimmy & T Remix)
3. «Receive Us» (Radagon & Tricky)
4. «You Don’t Wanna» (live in Rome)
5. Фотогалерея